# 碘酸钐
碘酸钐是一种无机化合物，化学式为Sm(IO3)3。它的一水合物可由硝酸钐和碘酸钾在沸水中反应得到，二水合物由氯化钐、五氧化二碘和高碘酸钾在水中于180 °C反应得到，它的热分解反应为：
7 Sm(IO3)3 → Sm5(IO6)3 + Sm2O3 + 9 I2 + 21 O2
它和五氧化二碘、三氧化钼在200 °C进行水热反应，可以得到Sm(MoO2)(IO3)4(OH)。